# Grzybno (Różańsko)
Grzybno (niem. do 1945 r. Hermannswalde) – kolonia wsi Różańsko w Polsce, położona w województwie zachodniopomorskim, w powiecie myśliborskim, w gminie Dębno. Wchodzi w skład sołectwa Różańsko. 
W latach 1975–1998 kolonia administracyjnie należała do woj. gorzowskiego.
Według danych z 2015 r. kolonia liczyła 28 mieszkańców.

## Nazwa
Vw. Ringenwalde 1893, 1908; Hermannswalde 1927, Grzybno 1948.

## Edukacja
Uczniowie uczęszczają do szkoły podstawowej w Różańsku i gimnazjum publicznego w Smolnicy.